# Acacia adenogonia
Acacia adenogonia é uma espécie de leguminosa do gênero Acacia, pertencente à família Fabaceae.